# Adidas Telstar 18

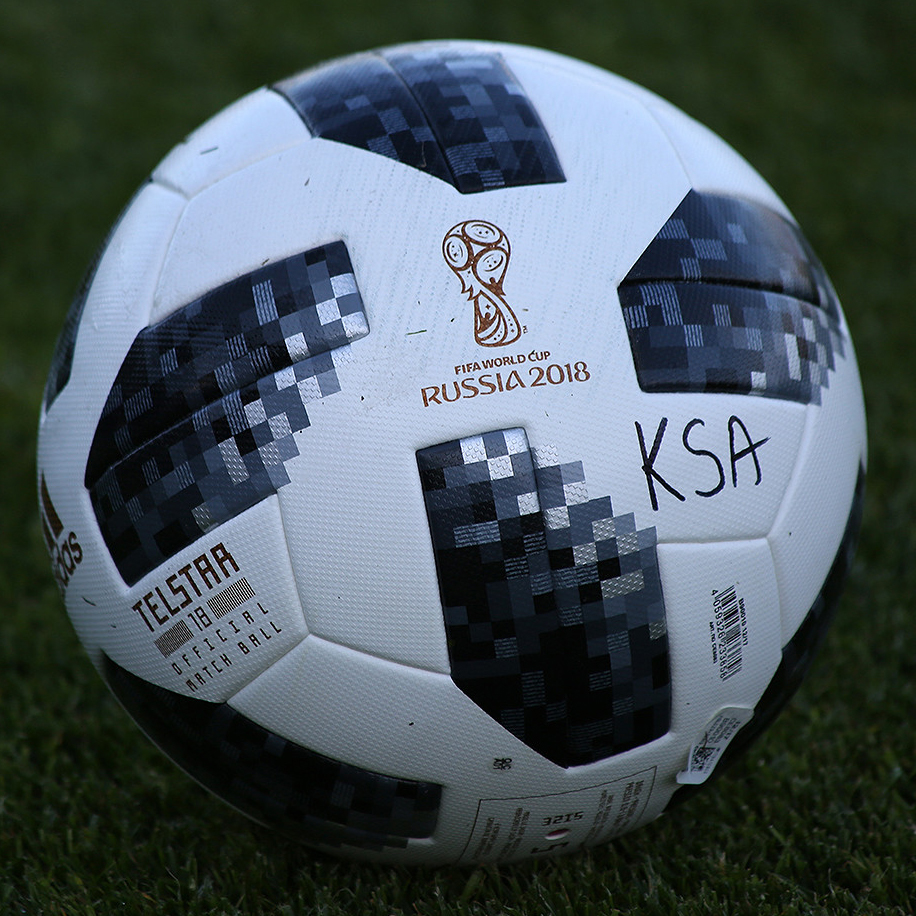
Мяч Adidas Telstar 18

Adidas Telstar 18 — официальный футбольный мяч чемпионата мира 2018. Назван в честь легендарного мяча Adidas Telstar, одного из первых мячей в форме усечённого икосаэдра и первого пятнистого мяча — он лучше одноцветного смотрелся на чёрно-белых телевизорах.
Мяч разработан компанией Adidas, бессменным поставщиком мячей для чемпионатов ФИФА и УЕФА, и производится старым партнёром Adidas, компанией Forward Sports (город Сиалкот, Пакистан).
Мяч презентовал народу Лионель Месси, обладатель Золотого мяча чемпионата мира 2014, в Москве 9 ноября 2017 года. Впоследствии мяч использовался в клубном чемпионате мира 2017.
Настоящий турнирный мяч продаётся за 150 евро (сувенирные и реплики — дешевле).

## Конструкция и дизайн
После того, как в 1970 году появился Adidas Telstar в форме усечённого икосаэдра, этот покрой стал традиционным для футбольного мяча: самый круглый для того уровня техники мяч, и хорошо видный даже на чёрно-белых телевизорах. Эта форма держалась тридцать лет, пока не появилась технология термического склеивания — с ней Adidas начал экспериментировать с формой, чтобы сделать мячи ещё круглее. Первым мячом нетрадиционной формы стал Adidas Teamgeist. Покрышка становилась всё более гладкой, в конце концов мяч Adidas Jabulani склеили из восьми объёмных деталей — однако выяснилось, что излишне гладкий мяч обладает плохой аэродинамикой. После переходного Adidas Tango 12 остановились на мячах в форме искажённого куба. Таким является и Telstar 18.
Telstar 18, как и предыдущие «кубические» мячи, состоит из шести одинаковых плоских деталей. Покрой отличается от Beau Jeu и «Красавы», мячей прошлых состязаний: каждая деталь имеет форму восьмиконечной звёздочки. Входя друг в друга, они образуют конструкцию, соединённую 12-ю ломаными швами; при этом три детали соединяются в 8 точках. По утверждению Adidas, даже турнирный мяч достаточно прочен не только для стадиона, но и для уличной игры.
Камера сделана из натурального каучука. Подкладка близка к Adidas Beau Jeu, мячу последнего чемпионата Европы, и состоит из полиэстерового внутреннего слоя и стеклонаполненной полиуретановой пены.
Двенадцать «рёбер» искажённого куба украшены пиксельным узором в серых тонах. Золотым цветом нарисованы эмблемы Adidas, Telstar 18 и чемпионата мира 2018.
Новинкой мяча стал чип NFC, внедрённый в полиуретановую подкладку. Он нужен не для футбольных электронных систем, которыми оборудованы стадионы, а только в маркетинговых целях — если прочитать метку подходящим смартфоном, откроется секретная страница с информацией о мяче.
Более простые мячи состоят из 6 квадратов и 12 параллелограммов. Такой необычный покрой также перекликается с пиксельным узором — в отличие от Teamgeist и подобных, где рисунок приходилось наносить на традиционный мяч из 32 деталей, и Tango 12, чей покрой хорошо переносится с термосклеивания на машинную строчку.

## Отзывы
В целом мяч получился удачный и управляемый, однако вратари несколько недовольны им. По предположению канала «Россия 24», это случилось из-за смещения баланса игры в сторону полевых игроков.
За время групповых матчей сдулось три мяча (Австралия — Франция, Аргентина — Исландия, Саудовская Аравия — Уругвай).

## Известные разновидности
(только производства Adidas с графикой Telstar 18)
- Official Match Ball — собственно турнирный мяч за 150 евро.
- Мечта — специальный дизайн для матчей плей-офф, объявлен прямо на чемпионате мира 2018. Внешне отличается от официального мяча использованием красного цвета вместо чёрного.
- Winter — зимний вариант турнирного мяча, оранжевого цвета.
- Top Replique — мяч для любительской игры, сделанный по технологии термосклеивания из 6 квадратов, 24 прямоугольников и 24 трапеций. Существует и реплика «Мечты».
- Top Glider — мяч для тренировок и дворовых игр, сделанный по технологии машинной строчки из 6 квадратов и 12 параллелограммов. Также существуют мячи в цветах всех команд — участниц чемпионата.
- Sala 65 — сделанный по тому же принципу, что и Top Glider, мяч для мини-футбола.
- Junior 350 — уменьшенный мяч для детских матчей, сделанный по принципу Top Replique.
- Mini — миниатюрный сувенирный мячик, наполненный пенорезиной.

Турнирные мячи, а также Top Replique для нормальной работы запрещается сдувать.